# Jaap Bos
Jaap Bos (* 19. Januar 1953 in Emmen) ist ein ehemaliger niederländischer Fußballspieler.

## Karriere

### Verein
Zur Saison 1970/71 rückte Bos in den Kader der ersten Mannschaft der GVAV-Rapiditas. Nach einem Jahr in der Eerste Divisie und guten Leistungen des Außenstürmers benannte sich der Verein in FC Groningen um und war fortan für die Eredivisie berechtigt. Bos gehörte von Anfang an zum Stammpersonal des FCG. Nach drei Jahren in der höchsten niederländischen Spielklasse, stieg der Klub ab. Aus diesem Grund wechselte der Rechtsaußen zum FC Twente, um weiter Erstligafußball spielen zu können. Dort hatte er einen guten Einstand in die Saison 1974/75. In seinem Debütspiel für Twente am 8. September 1974 erzielte Bos beim 4:0-Sieg gegen den FC Haarlem vier Ligatreffer, sowie kurz darauf seinen ersten internationalen Treffer gegen Ipswich Town. Doch bald danach fiel der Flügelspieler wegen einer Knöchelverletzung mehrere Monate aus. Am 7. und 21. Mai 1975 stand Twente im Endspiel um den UEFA-Pokal 1974/75. Nach einem 0:0 im Hinspiel ging das Rückspiel vor heimischer Kulisse mit 1:5 an Borussia Mönchengladbach verloren. In beiden Spielen stand Bos in der Startformation. Nachdem Bos 1975/76 fast beschwerdefrei hatte spielen können, musste er sich Anfang der Saison 1976/77 einer Meniskus-Operation unterziehen, weshalb er auf nur fünf Einsätze kam. Beim Gewinn des KNVB-Pokals 1977 konnte er nicht mitwirken. Im August 1977 gab er im UEFA Intertoto Cup gegen Standard Lüttich sein Comeback und meldete sich mit drei Toren eindrucksvoll zurück. Fortan spielte er, ohne weitere größere Verletzungen zu bekommen. Im Oktober 1982, kurz nach Beginn der Spielzeit 1982/83, wechselte Bos in die Eerste Divisie zu SC Cambuur-Leeuwarden. Dort war er noch zwei Jahre aktiv, ehe seine Karriere zu Ende ging. Bei Groningen noch Stürmer, spielte Bos in Enschede meist im Mittelfeld. In seinen letzten beiden Jahren bei Cambuur wurde er oft als Verteidiger eingesetzt.

### Nationalmannschaft
1975 wurde Bos erstmals für die Jong Oranje (U-21-Auswahl) nominiert.

## Erfolge
- KNVB-Pokal mit Twente Enschede: 1977

## Privatleben
- Am 3. Dezember 1976 überlebte Bos einen Autounfall. Zwei weitere Insassen verunglückten tödlich.